# 鈴木涼介
鈴木 涼介（すずき りょうすけ）は、日本の税理士。

## 来歴
アメリカ合衆国テキサス州に生まれる。5歳で宮城県仙台市に移住。秋大附属中学校出身。
趣味はヴァイオリン。特技はものまね。